# ضابط مراقبة البناء
في المملكة المتحدة، يُعرف ضابط مراقبة البناء — والذي يُطلق عليه أيضًا مفتش البناء، أو يُختصر بالإنجليزية إلى BCO — حاليًا باسم مشرف مراقبة البناء. يتمتع هذا الشخص بصلاحية الإشراف على الأعمال الإنشائية للتأكد من مطابقتها للوائح البناء المعمول بها. ويُعد لقب "ضابط مراقبة البناء" شائعًا في السلطات المحلية، التي تستخدم مصطلح "ضابط" للإشارة إلى موظفين يؤدون أدوارًا تنظيمية أو رقابية أو تنفيذية.
غالبًا ما يكون هؤلاء المشرفون أعضاءً في المعهد الملكي للمساحين القانونيين، ويحملون صفة مشرفين قانونيين على أعمال البناء، كما أنهم قد يكونون جزءًا من كلية المعهد ذاته. ويعملون إما في القطاع العام ضمن السلطات المحلية، أو في القطاع الخاص، سواء مع شركات متخصصة أو كمفتشين معتمدين أفراد. ويُقصد بـ"المفتشين المعتمدين" أولئك الأفراد أو الهيئات التي تعيّنها جهات مخولة من قبل وزارة الشؤون الداخلية للقيام بمهام مراقبة البناء. ويُلاحظ أن العاملين لدى هؤلاء المفتشين لا يُطلق عليهم عادة لقب "ضباط".
المهمة الأساسية لمشرفي مراقبة البناء هي التأكد من التزام المشاريع بلوائح البناء في جميع أنواع التطوير غير المُعفى. وتشمل مهامهم فحص الرسومات الهندسية، والمواصفات، والمستندات الأخرى المقدمة لأغراض الموافقة، بالإضافة إلى مراقبة تنفيذ الأعمال أثناء سير المشروع. ويشارك العديد من المشرفين اليوم بفعالية في مراحل التصميم المبكرة، ويساهمون بملاحظاتهم في جميع مراحل التطوير.
وعلاوة على ذلك، يتولى عدد من مشرفي مراقبة البناء العاملين ضمن السلطات المحلية مسؤوليات إضافية تشمل تطبيق تشريعات تتعلق بـسلامة الملاعب الرياضية، والتعامل مع الهياكل الخطرة أو مهام الهدم، إلى جانب معالجة قضايا متنوعة ترتبط بالبناء والتطوير العمراني.
تمنح قانون البناء لعام 1984 السلطات المحلية صلاحيات قانونية لإنفاذ اللوائح، بما في ذلك الحق في تعديل أو إزالة الأعمال غير المتوافقة. ولكن هذه الصلاحيات لا تنطبق على المفتشين المعتمدين الذين لا يعملون ضمن السلطات المحلية.

## وصلات خارجية
- The Building Regulations 2010 (SI 2010/2214)
- The Building and Approved Inspectors (Amendment) Regulations 2006 (SI 2006/652)
- The Building (Approved Inspectors etc) Regulations 2000 (SI 2000/2532)
- The Local Authority Building Control (LABC) website (E&W)